# Lactarius cocosiolens
Lactarius cocosiolens é um fungo que pertence ao gênero de cogumelos Lactarius na ordem Russulales. Encontrado na América do Norte, foi descrito cientificamente por Methven em 1985.